# Валле-д’Аоста
Ва́лле-д’Ао́ста или Вале́-д’О́ст (итал. Valle d'Aosta [ˈvalle daˈɔsta], фр. Vallée d'Aoste МФА: [valedɔst]о файле, франкопров. Vâl d’Aoûta МФА: [val duta]о файле, букв. «долина Аосты») — область на северо-западе Италии. 
Благодаря специальному статусу, область имеет двойное официальное название в двух официальных языках Автономная область Валле-д’Аоста или Автономная область Вале́-д’О́ст (итал. Regione Autonoma Valle d'Aosta, фр. Région autonome Vallée d'Aoste).
Административный центр — город Аоста.

## Топоним
Во французском языке имя Аостской Долины пишется Vallée d’Aoste, а локально произносится как Вале́-д’О́ст, хотя в стандартном французском произносится как Вале́-д’Ао́ст.
В русском языке также употребляется название Аостская долина.

## Физико-географическая характеристика
Это самая маленькая область, расположенная на северо-западе Италии в живописной альпийской долине среди склонов самых высоких горных вершин Европы: Монблан (4810 м), Монте-Роза (4634 м) и Маттерхорн (4478 м). Аостская долина известна как крупный горный центр для проведения соревнований по зимним видам спорта и отдыха, самые знаменитые курорты — Курмайёр, Брёй-Червиния, Ла-Тюиль. 
Крутые склоны богаты прекрасными лугами и пастбищами.
На западе граничит с департаментами Савойя и Верхняя Савойя региона Овернь — Рона — Альпы Франции, на севере — с кантоном Вале Швейцарии, на юге и востоке — с областью Пьемонт Италии.

## История
Исторически территория принадлежала кельтскому племени салассов, позднее была захвачена римлянами. В V веке после падения Западной Римской империи область стала частью Бургундского и Франкского королевств. В XI веке территория принадлежала Савойской династии. Как автономная область была образована в 1945 году.

## Административное деление

8 союзов коммун и город Аоста

Область делится на 74 коммуны. Они в свою очередь объединены в 8 союзов коммун (фр. Unité des Communes valdôtaines) и собственно город Аоста.

### Коммуны
В скобках указаны названия коммун долины Аосты на французском языке (кроме коммуны Аоста, у которой есть официальное название и на итальянском).
| - Авиз (Avise) - Аллен (Allein) - Анте-Сент-Андре (Antey-Saint-André) - Аоста (итал. Aosta, фр. Aoste) - Арвье (Arvier) - Арна (Arnad) - Айяс (Ayas) - Бар (Bard) - Бриссонь (Brissogne) - Брюсон (Brusson) - Бьона (Bionaz) - Вальгризанш (Valgrisenche) - Вальпеллин (Valpelline) - Вальсаваранш (Valsavarenche) - Вальтурнанш (Valtournenche) - Веррей (Verrayes) - Веррес (Verrès) - Вильнёв (Villeneuve) - Габи (Gaby) - Грессан (Gressan) - Грессоне-Ла-Трините (Gressoney-La-Trinité) - Грессоне-Сен-Жан (Gressoney-Saint-Jean) - Доннас (Donnas) - Дуэ (Doues) - Жиньо (Gignod) | - Жовансан (Jovençan) - Иссим (Issime) - Иссонь (Issogne) - Кар (Quart) - Конь (Cogne) - Курмайёр (Courmayeur) - Лилльян (Lillianes) - Ла-Мадлен (La Magdeleine) - Ла-Саль (La Salle) - Ла-Тюиль (La Thuile) - Монжове (Montjovet) - Морже (Morgex) - Нюс (Nus) - Ойас (Oyace) - Оломон (Ollomont) - Он (Hône) - Перло (Perloz) - Поллен (Pollein) - Пон-Сен-Мартен (Pont-Saint-Martin) - Понбозе (Pontboset) - Понте (Pontey) - Пре-Сен-Дидье (Pré-Saint-Didier) - Рем-Нотр-Дам (Rhêmes-Notre-Dame) - Рем-Сен-Жорж (Rhêmes-Saint-Georges) - Руазан (Roisan) | - Сар (Sarre) - Сен-Венсан (Saint-Vincent) - Сен-Дени (Saint-Denis) - Сен-Кристоф (Saint-Christophe) - Сен-Марсель (Saint-Marcel) - Сен-Никола (Saint-Nicolas) - Сен-Пьер (Saint-Pierre) - Сен-Реми-ан-Босс (Saint-Rhémy-en-Bosses) - Сент-Уайен (Saint-Oyen) - Торньон (Torgnon) - Фенис (Fénis) - Фонтенмор (Fontainemore) - Шаллан-Сент-Ансельм (Challand-Saint-Anselme) - Шаллан-Сен-Виктор (Challand-Saint-Victor) - Шамбав (Chambave) - Шамдепра (Champdepraz) - Шампорше (Champorcher) - Шамуа (Chamois) - Шарвансо (Charvensod) - Шатийон (Châtillon) - Эмавиль (Aymavilles) - Эмарез (Émarèse) - Энтро (Introd) - Этрубль (Étroubles) |

### Союзы коммун
| Союз коммун      | франц.название союза общин | Центр          | Население | Коммун |
| ---------------- | --- | -------------- | --------- | ------ |
| Эвансон          | Unité des Communes valdôtaines Évançon                                                                                        | Веррес         | 11.651    | 9      |
| Гран-Паради      | Unité des Communes valdôtaines Grand-Paradis                                                                                  | Вильнёв        | 15.819    | 13     |
| Гран-Комбен      | Unité des Communes valdôtaines Grand-Combin                                                                                   | Жиньо          | 5.774     | 11     |
| Мон-Эмилиус      | Unité des Communes valdôtaines Mont-Émilius                                                                                   | Кар            | 22.648    | 10     |
| Мон-Сервен       | Unité des Communes valdôtaines Mont-Cervin                                                                                    | Шатийон        | 16.982    | 12     |
| Мон-Роз          | Unité des Communes valdôtaines Mont-Rose                                                                                      | Пон-Сен-Мартен | 9.858     | 9      |
| Валдинь-Мон-Блан | Unité des Communes valdôtaines Valdigne-Mont-Blanc                                                                            | Ла-Саль        | 8.939     | 5      |
| Вальзер          | Unité des Communes valdôtaines Walser / нем. Union der Aostataler Walsergemeinden / итал. Unione dei comuni valdostani Walser | Иссим          | 2.019     | 4      |
|                  | |                | 93.690    | 73     |

## Язык
Родным языком коренного населения является арпитанский (франкопровансальский) язык. Французский язык имеет официальный статус. В коммунах Грессоне-Сен-Жан (Gressoney-Saint-Jean), Грессоне-Ла-Трините (Gressoney-La-Trinité) и Иссим (Issime) также используется горноалеманнский немецкий диалект.

## Религия
Большинство населения — католики.

## Экономика
Долина Аосты производит 0,3 % ВВП Италии. Это составляет примерно 4059,8 млн евро или 32 635 евро на душу населения. Важные отрасли экономики: производство гидроэнергии, чёрная металлургия, строительство, туризм. Из природных источников энергии располагает бурными горными реками. Старое каменноугольное месторождение в Коне уже не разрабатывается. Добыча железной руды невелика по своим масштабам. Область торгует сыром, вином и кожами.

## Туризм и достопримечательности
Самые главные достопримечательности долины — замки и крепости. Почти в каждой коммуне есть хоть одно фортификационное сооружение. Самыми известными являются фенисский, иссоньский, верресский и саррский, а также замок Савойя и мощная барская крепость.
В Пре-Сен-Дидье находятся известные рудники и купальни. Кроме них, в провинции имеются минеральные источники в Курмайёре, расположенном у подножия Монблана, на значительной высоте, и в Сен-Венсане. Ниже последнего, около деревни Бар, лежит барская крепость, в которой помещается Музей Альп ( (итал.) Museo delle Alpi, (фр.) Musée des Alpes).